# Herning Fremad
Boldklubben Herning Fremad – duński klub piłkarski z siedzibą w Herning.

## Historia
Klub został założony 12 września 1918. W pierwszych latach swojej działalności występował w mistrzostwach i regionalnych rozgrywkach Jutlandii. W latach 40. kilkukrotnie, ale bezskutecznie rywalizował w barażach o awans na trzeci szczebel rozgrywkowy. Zwyciężył w nich dopiero w 1950, po pokonaniu w finale Odense KFUM. W 3. division występował przez dwa sezony. Do tych rozgrywek ponownie przystąpił w 1969. W 1978 klub zmienił status na profesjonalny. W tym samym roku dołączył do niego Bobby Moore, mistrz świata z 1966. Rozegrał w jego barwach 9 spotkań. W 1979 Herning Fremad awansował do 2. division.
W 1982 klub wywalczył awans do najwyższej klasy rozgrywkowej, 1. division. W sezonie 1983 zajął dające utrzymanie 13. miejsce z wynikiem 26 punktów, jednak w następnym spadł z ligi po zajęciu 14. pozycji, również z 26 punktami. W 1986 zespół spadł do 3. division, a w 1990 do Danmarksserien. W 1991 powrócił do 2. division, która po reorganizacji rozgrywek stała się trzecim poziomem ligowym. W 1995 klub awansował do 1. division. W 1999 połączył się z Ikast FS i utworzył FC Midtjylland. Mimo fuzji Herning Fremad nie został całkowicie rozwiązany, pod jego nazwą funkcjonują drużyny młodzieżowe.

## Sukcesy
- 2 sezony w najwyższej lidze duńskiej
  - Najlepszy wynik: 13. miejsce (1983)

## Stadion
Klub na początku swojej działalności występował na stadionie przy Nørgårds Allé. W 1968 przeniósł się na Herning Stadion przy Viborgvej.